# Maksym Kowal
Maksym Anatolijowytsch Kowal (ukrainisch Максим Анатолійович Коваль; * 9. Dezember 1992 in Saporischschja) ist ein ukrainischer Fußballtorwart.

## Karriere
Kowal entstammt der Jugend von Metalurh Saporischschja. Dort spielte er zunächst in der zweiten Mannschaft, ehe er am 1. November 2009 beim 3:0-Sieg gegen Zakarpattya Uschhorod erstmals das Tor der Profimannschaft hütete, weil Stammtorhüter Dmytro Besotossnyj ausfiel. Zu diesem Zeitpunkt war Kowal erst 16 Jahre alt. Er überzeugte mit guten Leistungen, eroberte sich einen Stammplatz und kam in allen verbleibenden Spielen der Saison zum Einsatz. Gegen Dynamo Kiew lieferte er eine herausragende Leistung ab, wodurch der Verein auf ihn aufmerksam wurde. Kurz nach Beginn der Saison 2010/11 unterschrieb er dort einen Vertrag.
In Kiew ist er hinter Oleksandr Schowkowskyj nur Ersatztorhüter. Er debütierte am 17. August 2010 in der Qualifikation zur Champions League beim 1:1 gegen Ajax Amsterdam und machte ein gutes Spiel. Schowskowskyj war zu diesem Zeitpunkt verletzt. Kowal vertrat ihn in der Saison 2010/11 noch in vier weiteren internationalen Spielen sowie in 12 Ligaspielen. Auch 2011/12 war Kowal zweiter Torhüter bei Dynamo Kiew. In den folgenden Jahren kam er regelmäßig zum Einsatz. 2014 wurde er zunächst an Hoverla Uschhorod und im folgenden Jahr an den dänischen Erstligisten Odense BK verliehen.
Weitere Ausleihen folgten anschließend zu Deportivo La Coruña und al-Fateh SC in Saudi-Arabien. Letzter Verein verpflichtete den Torwart dann im Sommer 2019 fest und gab ihm einen Vertrag über drei Jahre.
Nach Ablauf seines Vertrags wechselte er im August 2022 zu Sheriff Tiraspol nach Moldau.

## Nationalmannschaft
Bereits im Juni 2011 stand Kowal erstmals im Aufgebot der ukrainischen A-Nationalmannschaft, nachdem er vorher schon im Juniorenbereich diverse Einsätzen zu verzeichnen hatte. Er kam jedoch erst am 1. Juni 2012 zu seinem ersten Länderspiel, als er in einem Freundschaftsspiel gegen Österreich in der Halbzeitpause eingewechselt wurde. Aufgrund einer Verletzung stand er bei der Europameisterschaft 2012 jedoch nicht im Kader der Ukraine. Anschließend kam er erst wieder am 10. November 2017 in einem Testspiel gegen die Slowakei zu seinem zweiten und  vorerst letzten Einsatz.

## Erfolge
- Ukrainischer Pokalsieger: 2014